# Sofija Gubajdulina
Sofija Asgatovna Gubajdulina (russisk: София Асгатовна Губайдулина , tatarisk: Софья Гобәйдуллина opr. Сания (Сония) Әсгат кызы Гобәйдуллина tr. Sofiya (Saniya) Äsğät qızı Ğobäydullina; født 24. oktober 1931 i Tjistopol, død 13. marts 2025) var en tatarsk/russisk komponist.
Hun var blandt de vigtigste af de moderne komponister fra den tidligere Østblok, der slog igennem i Vesten i forbindelse med Østblokkens opløsning.
Hendes musik er båret af en dyb religiøs følelse, og i flere af hendes værker er der direkte henvisninger til den kristne trosbekendelse.
Hun skrev bl.a. en violinkoncert, bratschkoncert samt to symfonier, bl.a. Symfoni "Stemmer.. forstummer" i 12 satser.
I 1999 modtog Gubajdulina Léonie Sonnings Musikpris og Polarprisen i 2002.

## Udvalgte værker
- Symfoni nr. 1 "Stemmer.. forstummer" (i tolv satser) (1986) - for orkester
- Symfoni nr. 2 "Halleluja" (1990) - for kor og orkester
- Bratschkoncert (1996) - for bratsch og orkester
- Violinkoncert "På nuværende tidspunkt" (2007) (dedikeret til Anne-Sophie Mutter) - for violin og orkester